# Bulbophyllum leytense
Bulbophyllum leytense là một loài phong lan thuộc chi Bulbophyllum.